# Yanoconodon
Yanoconodon é um mamífero pré-histórico de 125 milhões de anos, medindo cerca de 15 cm e pesando cerca de 30 g., cuja descoberta foi descrita em maio de 2007 na revista Nature. Seus fósseis indicam que ele pode ter sido a origem do ouvido médio, uma característica anatômica que distingue os mamíferos de todos os outros vertebrados, uma vez que os ossos de seu ouvido estão numa posição intermediária entre os de répteis e mamíferos modernos.